# Blackfordia
Blackfordia är ett släkte av nässeldjur. Blackfordia ingår i familjen Blackfordiidae.
Blackfordia är enda släktet i familjen Blackfordiidae.
Kladogram enligt Catalogue of Life:
| Blackfordia | \| \| Blackfordia manhattensis \| \| \| \| \| \| Blackfordia polytentaculata \| \| \| \| \| \| Blackfordia virginica \| \| \| \| |
|             | \| \| Blackfordia manhattensis \| \| \| \| \| \| Blackfordia polytentaculata \| \| \| \| \| \| Blackfordia virginica \| \| \| \| |
|             | Blackfordia manhattensis |
|             | |
|             | Blackfordia polytentaculata |
|             | |
|             | Blackfordia virginica |
|             | |